# Feilding
La ville de Feilding (en langue maori : Aorangi) est une localité du district de Manawatu dans l’île du Nord de la Nouvelle-Zélande.

## Situation
Elle est localisée sur le parcours de la route State Highway 54/S H 54 (en), à 20 km au nord de la ville de Palmerston North. La ville était desservie par la ligne de chemin de fer de l'embranchement de Foxton (en) arrivant à la gare de Feilding (en), mais maintenant toutes les deux sont fermées. La ville est le siège du Manawatu District Council.

## Géographie
La plaine de Manawatu (en), dans laquelle la ville est située, est une terre très fertile et comme tel, est une zone agricole très prospère. Étant localisée dans une zone d’inondation de l’une des principales rivières, la ville a ce genre de problèmes périodiquement. En février 2004, la ville a souffert d’une inondation étendue. Aussi en 2009, le Horizons Regional Council (en)' a engagé un nouveau projet de protection contre les inondations extensives pour le futur.

## Activité économique
C'est une ville de service pour les besoins du district agricole, qui l’entoure. La cour des ventes (saleyard) de Feilding a été une partie vitale de la large communauté de Manawatu pour plus de 125 ans. Alors que les systèmes de transports s'amélioraient, les pratiques agricoles ont changé, le besoin pour des petits marchés locaux a disparu, laissant quelques zones de vente plus importantes en Nouvelle-Zélande comme ailleurs.
Manawatu est une zone de cultures diverses et fertiles avec une importante production, est surtout d’importantes capacités de stockage et de transport avec climat stable. Ces facteurs font de la Feilding Saleyard un moyen de commercialisation réputé pour de nombreux fermiers.
Un aspect unique de la Feilding Saleyard est sa position en plein centre de la ville.
Employant environ 30 personnes avec un budget de 1,5m $ en 2015, la société Proliant, une firme privée de l'Iowa, tenue par le père et le fils Wally et Nix Lauridsen, a construit une usine de 24 m$ dans la périphérie de Feilding pour la production de sous-produits du plasma de sang de bétail et en particulier d'albumine de sérum bovin (BSA), qui est utilisé en pharmaceutique, pour les vaccins et la recherche. La société Proliant produit environ la moitié du BSA fabriqué dans le monde,,,.
Dans les années récentes, on a noté une augmentation régulière des familles de militaires de la Force aérienne royale néo-zélandaise ayant acheté des propriétés et vivant dans la ville de Feilding. Ceci est dû essentiellement à la proximité immédiate de la base aérienne d'Ohakea (en). En 2017, il a été annoncé que la Force aérienne de la république de Singapour envisageait d'établir une base permanente d'entraînement pour les vols sur jet de combat F-15 sur la base aérienne d'Ohakea (en) avec une estimation de la présence de 500 personnels singapouriens. Cela pourrait vouloir dire un afflux stable de familles des militaires de Singapour, qui vivraient à Feilding en août 2017.

## Revenus
Dans le district de Manawatu, les revenus des personnes de 15 ans ou plus sont de:
- 40 % gagnent 20 000 $ ou moins (NZ 38,8%)
- 14 % gagnent plus de 50 000 $ (NZ 16,2%)
- le taux de chômage est de 3,8 % (NZ 7,3%)
- 73,4 % de l’habitat permanent privé est la propriété avec ou sans emprunt de ses occupant(s) (NZ 66,9%)[7].

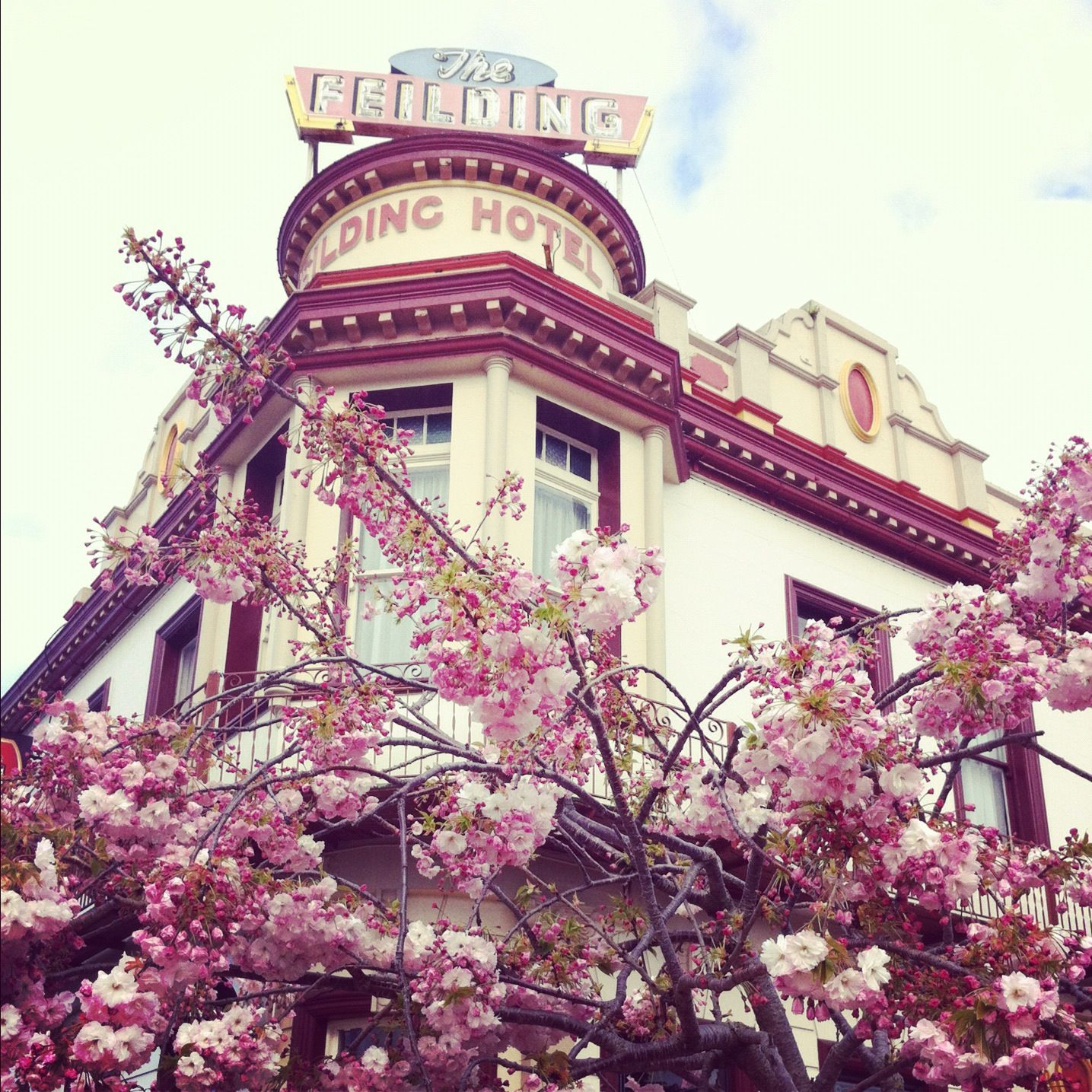
L’hôtel de Feilding

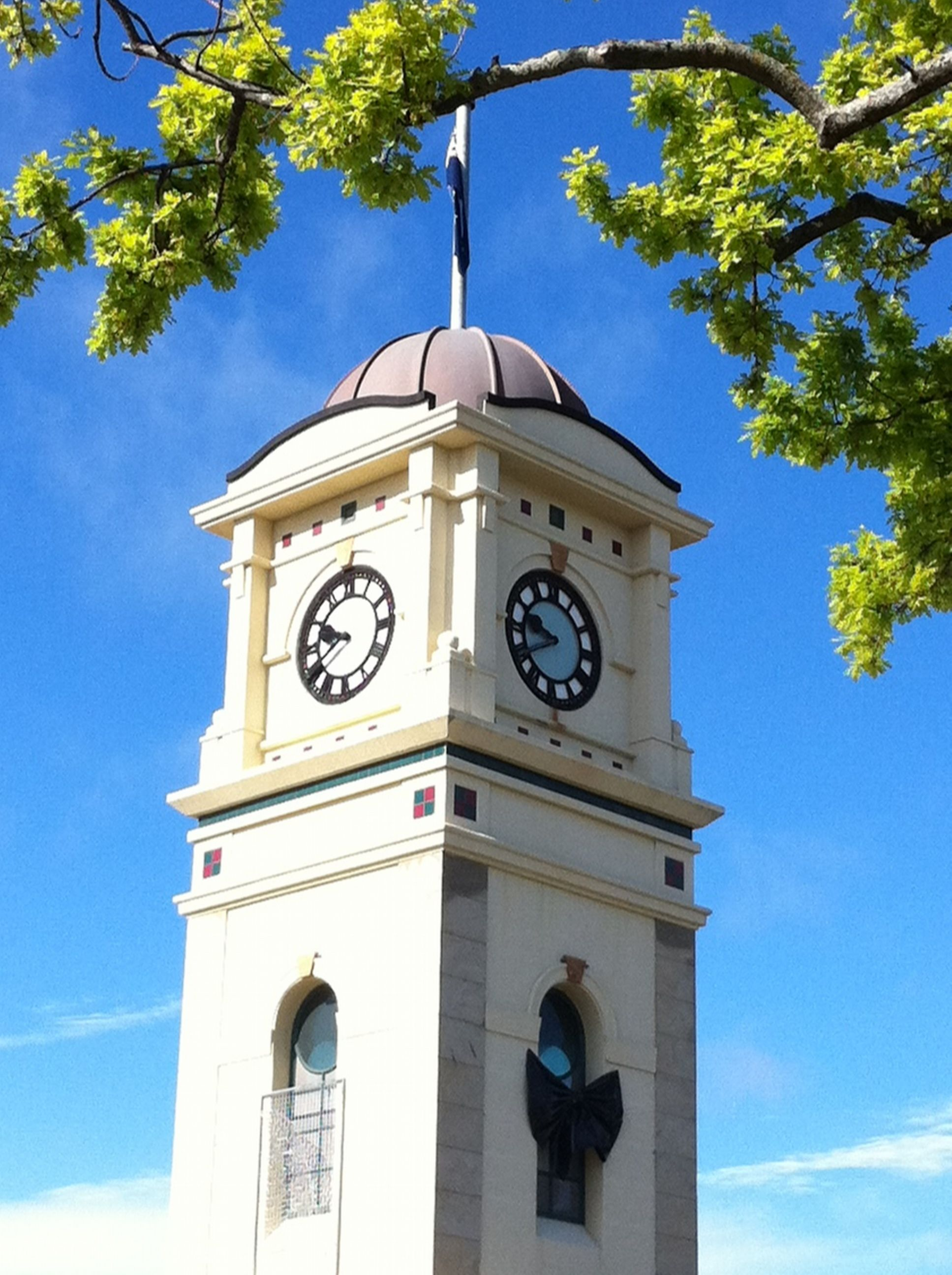
Tour de l’horloge de Feilding

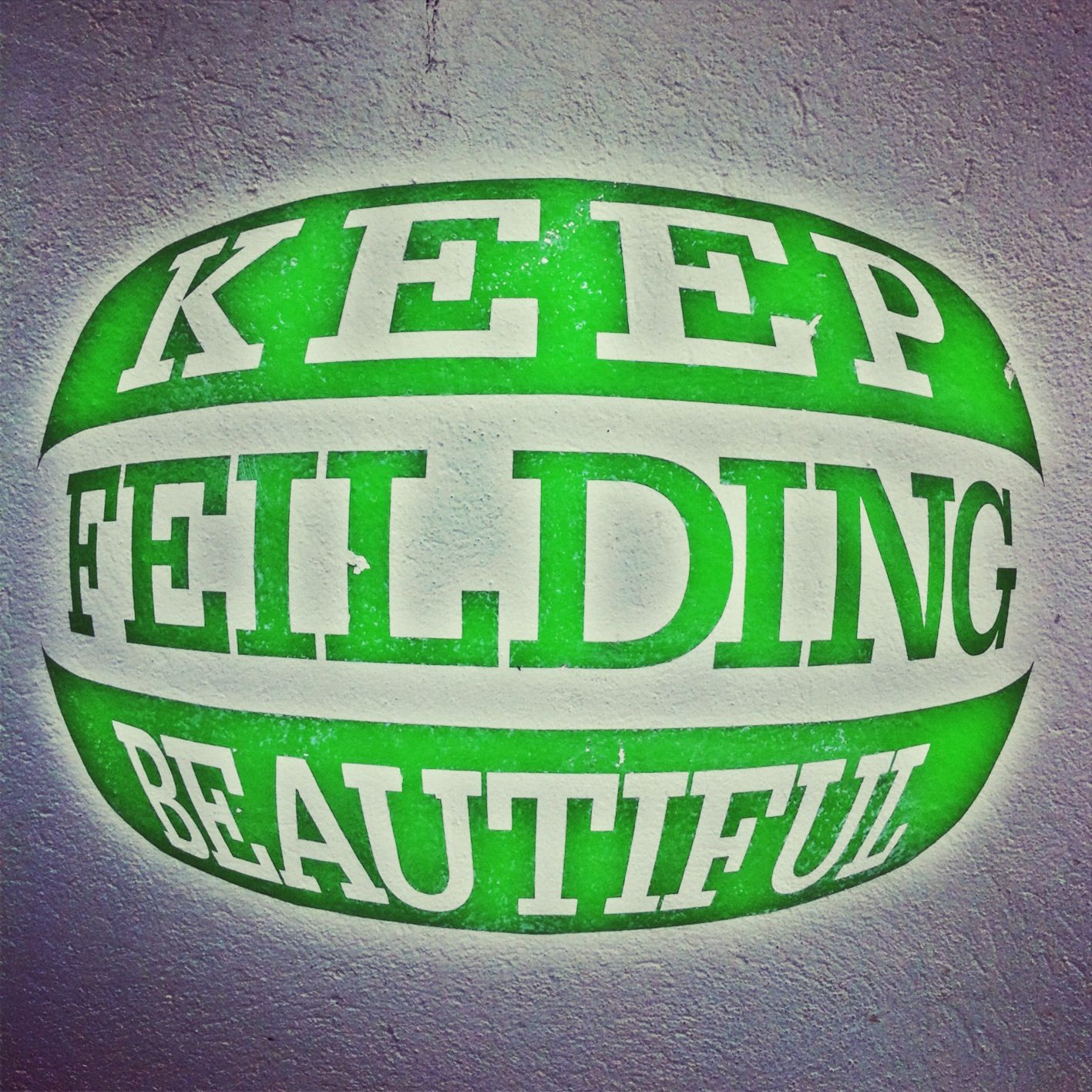
Un souvenir pour garder Feilding en ordre avec une image attractive

## Histoire
La ville a été dénommée d’après le colonel William Feilding (en), un directeur de la compagnie Emigrants and Colonists Aid Corporation Ltd qui négocia l’achat de 100 000 acres soit un bloc de 400 km2 de terres au gouvernement provincial de Wellington en 1871. Les premiers colons arrivèrent à partir de la Grande-Bretagne le 22 janvier 1874.

## Caractéristiques
Feilding a gagné la distinction annuelle de la plus belle ville de Nouvelle-Zélande 16 fois,. C’est une ville de style édouardien. La ville complète actuellement l'embellie de son CBD par des pavages et des boîtes de plantation sur la chaussée de sa rue principale, comprenant aussi le réalignement et l’amélioration de Fergusson Street en direction de l’entrée de South Street du parc Manfeild.
Feilding est le siège de nombreux éléments de collections historiques : bâtiments, monuments et musées comprenant :
- le Coach House Museum
- l’église St Johns
- le Feilding Club
- le Feilding Hôtel
- la Feilding & Districts Steam Rail Society[10].

Le Feilding Edwardian Project Inc fut établi en septembre 1993 avec le commerce local dans le but de revitaliser la zone centrale du commerce de Feilding. De nombreux bâtiments commerciaux ont été construits dans les années 1900 (secteur Edwardian) et ont été restaurés et préservés avec le temps.

## Éléments caractéristiques
- Une des principaux circuits de courses de Nouvelle-Zélande est le circuit de Manfeild Autocourse (en), qui est situé dans le coin sud de la ville.
- Il y a un terrain d'aviation légère actif dans la partie sud-est de la ville.
- Le dépôt de la Feilding and District Steam Rail Society (en) est localisé dans la ville et assure des excursions en chemin de fer à partir de sa base.
- Le marché de Feilding's stock saleyards fut autrefois le plus grand de l'hémisphère sud et est directement situé dans le centre de la zone d’affaires[11].
- Le Coach House Museum
- Focal Point Cinema de Feilding
- Il n'y a pas de feu de circulation ni de parcmètres dans la ville.

## Éducation

### École secondaire
- Feilding High School (en) est l'établissement secondaire de Feilding

### Écoles primaires et intermédiaires
- Feilding Intermediate School est une école mixte intermédiaire (allant de l'année 7 à 8) avec un taux de décile de 5 et un effectif de 312 élèves. Elle fut établie en 1964[12].
- L'école de Lytton Street est une école d'État, mixte, contribuant au primaire (allant de l'année 1 à 6) avec un taux de décile de 4 et un effectif de 498 élèves[13].
- L'école Manchester Street est une école d'État, mixte, contribuant au primaire (allant de l'année 1 à 6) avec un taux de décile de 6 et un effectif de 288 élèves[14].
- L'école North Street est une école publique, mixte, couvrant tout le primaire (allant de l'année 1 à 8) avec un taux de décile de 4 et un effectif de 481 élèves[15].
- L'école St Joseph est une école mixte, catholique intégrée au public, couvrant tout le primaire, (allant de l'année 1 à 8) avec un taux de décile de 6 et un effectif de 124 élèves[16].

## Personnalités notables
Les habitants fameux de Feilding comprennent
- Murray Ball, kiwiana Dessinateur humoristique qui dessina Footrot Flats
- Jed Brophy, acteur, Dwarf Nori dans la trilogie Le Hobbit
- Eddie Durie, est né à Feilding
- Mason Durie, est né à Feilding
- Keith Elliott, récipiendaire de la médaille de la croix de Victoria, a suivi les cours de l'école supérieure de Feilding
- Michael Houstoun, pianiste de concert
- Glen Jackson, est né à Feilding
- Sam McNicol, est né à Feilding
- W. H. Oliver, est né à Feilding
- Tom Scott, dessinateur humoristique de Nouvelle-Zélande
- Jesse Sergent, cycliste
- Aaron Smith, joueur des All Black
- Glenn Standring, directeur de film, est né à Feilding
- Barbara Stewart homme politique
- George Whitelock, joueur des ‘All Black’, a suivi les cours du FAHS
- Luke Whitelock, joueur des ‘All Black’, a suivi les cours du FAHS
- Sam Whitelock, joueur des ‘All Black’, a suivi les cours du FAHS
- Mihingarangi Forbes, journaliste

Groupes
- Evermore groupe musical populaire

## Sport
- Feilding Old Boys RFC (en)